# El Salvador ai Giochi della XX Olimpiade
El Salvador partecipò ai Giochi della XX Olimpiade che si sono svolti a Monaco di Baviera dal 26 agosto all'11 settembre 1972, con una delegazione di undici atleti impegnati due discipline: atletica leggera e nuoto. Portabandiera fu il nuotatore Salvador Vilanova, che lo era stato anche quattro anni prima. Fu la seconda partecipazione di questo paese ai Giochi estivi. Non fu conquistata nessuna medaglia.